# Zensur im Internet

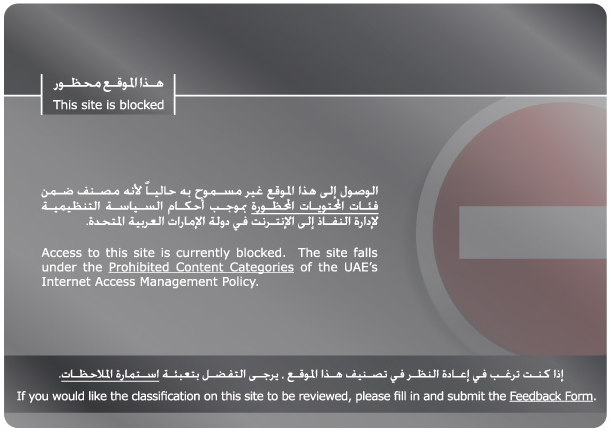
Websitensperre (Skype) in den Vereinigten Arabischen Emiraten (VAE)

Als Zensur im Internet, Internetsperren oder Netzsperren werden verschiedene Verfahren von Staaten oder nichtstaatlichen Gruppen bezeichnet, deren Ziel es ist, die Publikation von bestimmten Inhalten über das Internet zu kontrollieren, zu unterdrücken oder im eigenen Sinn zu steuern. Vor allem Nachrichten und Meinungsäußerungen sind davon betroffen, in einigen Staaten auch Webseiten mit erotischem oder religiösem Inhalt. Die Zensur im Internet unterscheidet sich damit nicht grundsätzlich von der Zensur anderer Massenmedien.

Screenshot der Zensurseite in den VAE

## Juristisches Umfeld
Daraus, dass im Internet problemlos Daten über Staatsgrenzen übertragen werden können, ergibt sich eine hohe Komplexität rechtlicher Fragen, da Unvereinbarkeiten zwischen Rechtssystemen nicht lösbar sind. Regierungen und staatliche Organe können durch das Abschalten oder anderweitige Sanktionieren von Webseiten, die in ihrem Rechtsbereich liegen, auch die Bürger anderer Staaten von diesen Informationen abhalten, jedoch können sie nicht verhindern, dass die Bürger sich Zugang zu illegalen Informationen verschaffen, die im Ausland liegen.
In Deutschland sind zum Beispiel die Verherrlichung der NS-Kriegsverbrechen oder die Holocaustleugnung verboten. Auf Servern in den USA hingegen können diese Dinge ungestraft verbreitet werden, da sie nach US-Recht von der Meinungsfreiheit abgedeckt sind. Ende der 1990er wurde von konservativer Seite der Medien-Enquete-Kommission des Bundestages gefordert, dem Internet „eine Redaktion vor[zu]schalten, die auswählt, was ins Netz geht“. Einen weiteren Vorstoß in Richtung Zensur gab es 2001 durch die Bezirksregierung Düsseldorf (siehe Jürgen Büssow), der zwar mit geringen technischen Kenntnissen umgehbar war, vor Gericht aber durch mehrere Instanzen Bestand behielt.
Im Jahr 2000 hatte der Bundesgerichtshof in einem Grundsatzurteil entschieden, dass beispielsweise ein australischer Staatsangehöriger für eine holocaustleugnende Website, die in Australien gehostet ist, in Deutschland dafür strafrechtlich belangt werden kann.
Auch die Seite Schnittberichte.de musste in Deutschland wegen der Darstellung gewaltverherrlichender Szenen aus in Deutschland indizierten oder beschlagnahmten Filmen im Mai 2002 geschlossen werden. Sie ist seitdem unter der Adresse schnittberichte.com erreichbar und befindet sich auf einem österreichischen Server. Da sowohl der Inhaber der Domain als auch der Mieter des Servers österreichischer Nationalität sind, untersteht die Seite nunmehr nur dem österreichischen Recht. Ebenfalls im Jahr 2002 wurde die Seite BMEzine in Deutschland für rechtswidrig erklärt und war nicht über deutsche Suchmaschinen verfügbar. BME gilt als Hauptmedium der internationalen Körpermodifikationsszene.
Im Oktober 2007 verpflichtete das Landgericht Frankfurt am Main aus wettbewerbsrechtlichen Gründen den deutschen Internetzugangsanbieter Arcor per einstweiliger Verfügung, den Zugang seiner Kunden zur ausländischen Website YouPorn zu unterbinden. Im weiteren Verlauf des Verfahrens wurde diese Entscheidung von einer anderen Kammer des Landgerichts wieder aufgehoben.

## Zensur durch Regierungen

### Europa
In der Europäischen Union werden mit Unterstützung von Europol Webseiten, die Darstellungen von Kindesmissbrauch enthalten und von denen die Behörde Kenntnis erlangt hat, mit dem „Child Sexual Abuse Anti Distribution Filter“ (CSAADF) des CIRCAMP-Projekts, einer Domain-Name-System-Blockadeliste (DNS), gesperrt. Das Sperren der Webseiten soll verhindern, dass missbrauchte Kinder noch einmal dadurch missbraucht werden, dass Bilder oder Filme ihres Missbrauches weiterhin im Internet kursieren („Re-Victimization“).
Im März 2010 wird der CSAADF in Dänemark, Finnland, Italien, Neuseeland, Norwegen, Schweden und der Schweiz eingesetzt. Das Vereinigte Königreich sperrt diese Webseiten mit dem Contentfiltersystem Cleanfeed.
Der Ausschuss für bürgerliche Freiheiten, Justiz und Inneres (LIBE) hat im Oktober 2009 in dem Entwurf eines Rahmenbeschlusses zur Bekämpfung des sexuellen Missbrauchs und der sexuellen Ausbeutung von Kindern eine Verpflichtung für Internetdiensteanbieter festgehalten, den Zugriff auf Seiten, die den sexuellen Missbrauch von Kindern dokumentieren, zu sperren sowie die Herangehensweise aller 27 Mitgliedsstaaten zu harmonisieren. Dieser neue Gesetzgebungsvorschlag soll ein bestehendes Dokument aus dem Jahr 2004 ersetzen, das nicht von allen Mitgliedsstaaten in vollem Umfang umgesetzt worden ist und bei dem auch in einigen Schlüsselthemen keine Harmonisierung erreicht wurde. Die Europäische Kommission geht davon aus, dass dadurch verhindert wird, direkt auf kommerzielle Kinderpornografie zuzugreifen. Es sollen auch extraterritoriale Maßnahmen ergriffen werden, um Webseiten zu löschen. In den Aussagen der Mitteilung der Kommission vom Juni 2009, einen „Bereich für Freiheit, Sicherheit und Gerechtigkeit zu schaffen, der den Bürgern dient“, werden diese Inhalte ebenfalls aufgegriffen „um Mechanismen [zu schaffen] um die IP-Adresse von kriminellen ISPs aufzuspüren und die rasche Sperre von außereuropäischen Webseiten zu vereinfachen“.
Es wurden bereits mehrfach die Ausweitung der Sperrmaßnahmen auf weitere Internetinhalte wie Glücksspielangebote, gewaltverherrlichende, rechtsextreme oder urheberrechtlich bedenkliche Webseiten und Filesharing-Netzwerke gefordert, wie dies Frankreich mit eigenen Spezialgesetzen bereits umsetzt.
In Finnland wird kritisiert, dass auch politisches Material gesperrt wurde. Nach vier Jahren Erfahrung mit Internetsperren kam die schwedische Polizei zu dem Fazit: „Unsere Sperrmaßnahmen tragen leider nicht dazu bei, die Produktion von Webpornografie zu vermindern.“
Im April 2011 wurde auf europäischer Ebene das Projekt Clean IT gestartet. Es beruht auf dem Konzept der Public Private Partnership zwischen europäischen Sicherheitsbehörden und unterschiedlichsten IT-Unternehmen. Ziel ist es, Vorgaben für die IT-Industrie zu entwickeln, deren Einhaltung durch die Unternehmenspartner, zur Verhinderung des Endbenutzerzugriffs auf terroristische Inhalte, auf freiwilliger Basis befolgt wird. So soll die „terroristische Nutzung des Internets eingeschränkt“ und die „illegale Nutzung des Internets bekämpft“ werden. Es verfolgt ausdrücklich einen nicht-legislativen Ansatz. Die Anhörung nationaler und supranationaler Parlamente ist ausdrücklich nicht vorgesehen. Ziel der Maßnahme ist eine flächendeckenden Kontrolle der Netzinhalte zunächst auf europäischer, später nach Möglichkeit auch auf globaler Ebene.
Ab März 2022 verbot die EU den Zugang zu den russischen Nachrichtenportalen Sputnik und Russia Today mit der Verordnung 833/2014. Den Portalen wurde vorgeworfen, in diesem Krieg Propaganda für die Russische Föderation zu betreiben. Es handelt sich jeweils um Sender des staatlichen russischen Medienunternehmens Rossija Sewodnja. Reporter ohne Grenzen und der EU-Abgeordnete Patrick Breyer kritisierten das Verbot und warnten vor Gegenmaßnahmen durch Russland.

### Deutschland
Indem das Familienministerium unter der damaligen Führung von Ursula von der Leyen vor Internetdienstanbietern und Journalisten Kinderpornografie präsentierte, stellte die deutsche Bundesregierung am 22. April 2009 ihren Plan vor, durch eine Änderung im Telemediengesetz den Zugang zu Internetinhalten mit Kinderpornografie zu sperren („Access Blocking“). Das Bildungsministerium fordert des Weiteren zur „Verbesserung des Schutzes und der Sicherheit“ im Zusammenhang mit Amokläufen die Eindämmung Gewalt fördernder Elemente. Der Wissenschaftliche Dienst des Bundestages hat in einer Studie festgestellt, dass der Vorschlag, problematische Inhalte im Internet durch Sperrverfügungen unsichtbar zu machen, verfassungsrechtlich bedenklich ist. Thilo Weichert, der Landesbeauftragte für den Datenschutz in Schleswig-Holstein forderte eine öffentliche Diskussion. Er sah in dem neuen Gesetzentwurf einen „Frontalangriff auf die freie Kommunikation im Internet“. Auch Provider und Juristen aus der Internetwirtschaft übten massive Kritik an der Initiative.
Einer Kinderschutzorganisation ist es Anfang März 2009 gelungen, 16 von 20 ausgewählten Internetdomains, die eine im Internet veröffentlichte, über ein Jahr alte dänische Sperrliste als kinderpornografisch einstufte, innerhalb von acht Stunden abschalten zu lassen. Vier andere enthielten legale Inhalte. Der Arbeitskreis gegen Internetsperren und Zensur (AK Zensur), analysierte im Mai 2009 mit automatischen Verfahren verschiedene europäischen Sperrlisten und schrieb die Provider an, auf deren Servern sich Material mit dokumentiertem Kindesmissbrauch befinden sollte. Er erreichte innerhalb von 12 Stunden nach Aussenden der Mails die Löschung von 60 bis dahin zugänglichen Webauftritten.
Am 18. Juni 2009 beschloss der deutsche Bundestag das später dann für ein Jahr ausgesetzte Zugangserschwerungsgesetz, um alle großen deutschen Internetanbieter zu entsprechenden Sperren zu verpflichten. Allerdings hätten Anwender noch die Möglichkeit, durch DNS-Spoofing realisierte Sperren mittels alternativer DNS- oder Proxyserver zu umgehen. Im April 2011 entschied die Bundesregierung, das bereits beschlossene, aber nie zur Anwendung gelangte Gesetz wieder aufheben zu lassen; am 1. Dezember 2011 wurde es von einer breiten Mehrheit im Bundestag endgültig aufgehoben.

### Schweiz
In der Schweiz gab es bislang nur vereinzelte gerichtliche Netzsperren. 2007 hatte beispielsweise das damalige Waadtländer Untersuchungsrichteramt gegenüber schweizerischen Internet Access Providern verfügt, die justizkritischen Websites de.geocities.com/justicecontrol, www.appel-au-peuple.org, www.freejustice.de und www.swiss-corruption.com zu sperren, sowie den Domainnamen appel-au-peuple.org so zu modifizieren, dass die Seite mittels Geotargeting den nachfolgenden Text in vier Sprachen anzeigt:

«Der Zugriff auf diese Seite ist aufgrund der richterlichen Verfügung des Untersuchungsrichters des Kantons Waadt vom 18.12.2007 gesperrt.»

Lange setzte die Schweiz auf die freiwillige Sperrung von mutmasslich kinderpornographischen Inhalten durch grosse Internet Access Provider. Dafür stellt das Bundesamt für Polizei eine rund 1100 Einträge enthaltende Sperrliste mit zu sperrenden URLs zur Verfügung. Beim Zugriff auf einer dieser Internet-Adressen erfolgt eine Weiterleitung auf die Adresse www.stopp-kinderpornografie.ch/blocking. Mit einer Revision des Fernmeldegesetzes wurden per 1. Januar 2021 alle Internet Access Provider verpflichtet, verbotene pornographische Inhalte zu sperren. Anfang Juli 2024 wurde die Website der Gratiszeitung «20 Minuten» während einigen Stunden durch einen Fehler beim Bundesamt für Polizei in diesem Rahmen gesperrt.
Mit dem am 29. September 2017 durch das Parlament verabschiedeten Bundesgesetz über Geldspiele (Geldspielgesetz, BGS), das in der Volksabstimmung vom 10. Juni 2018 mit 72,9 % Ja-Stimmen angenommen wurde, waren in der Schweiz bereits per 1. Januar 2019 erstmals gesetzliche Netzsperren eingeführt worden. Beim BGS geht es darum, dass ausschliesslich landbasierte Casinos in der Schweiz zu Online-Geldspiel-Angeboten berechtigt sind, weshalb der Zugang zur ausländischen Online-Konkurrenz gesperrt werden soll. Die Definition dieser Netzsperren ist im Gesetzestext sehr offen formuliert, obwohl in den Debatten meistens von DNS-Sperren gesprochen wurde.
Weitere Netzsperren werden auch im Urheberrecht und bei weiteren Themen gefordert, wurden bislang aber noch nicht umgesetzt.
Der Zugriff mittels nicht zensierter, meist ausländischer DNS-Server und Mirror Sites ist in der Schweiz weiterhin möglich.

### Österreich
In Österreich werden Fälle von Overblocking aufgrund geteilter IP-Adressen seit 2009 diskutiert. Die von der Urheberrechtsorganisation LSG (Wahrnehmung von Leistungsschutzrechten GmbH) erwirkte Sperre habe dem Musikportal CannaPower gegolten.
Eine Liste aktiver Netzsperren findet sich bei der Rundfunk und Telekom Regulierungs-GmbH.

### Weltweit
Die Open Net Initiative (ONI), die sich aus Gruppen von Forschern der Universitäten von Toronto, Oxford, Cambridge und der Harvard Law School zusammensetzt, beobachtet eine weltweite Zunahme der Zensur im Internet.
Die von der US-Regierung finanzierte Organisation Freedom House kommt im März 2009 in ihrer 15 Länder umfassenden Studie Freedom on the Net zu dem Ergebnis, dass in allen untersuchten Ländern Internetinhalte reguliert oder zensiert werden. Mit Ausnahme Großbritanniens sei das Internet allerdings noch insgesamt weniger reguliert als die Presse. Einige Regierungen beschäftigen nach Angaben der Organisation auch sogenannte Cyberclaqueure zur Manipulation von Inhalten in Onlinediskussionen. Bei vielen Nutzern stellte sie einen „staatsbürgerlichen Aktivismus“ fest vermehrt aktiv Gegenmaßnahmen zu entwickeln. Allerdings werde ihrer Ansicht nach mit dem Fortschreiten der technischen Entwicklung auch die Zensur in autoritären wie demokratischen Staaten weiter zunehmen. Als bedenklich wurde die zunehmende Auslagerung der Zensurmaßnahmen an die Internetdiensteanbieter eingeschätzt.
Am 12. März 2011 stellte Reporter ohne Grenzen in einem Bericht zum Welttag gegen Internetzensur fest, dass weltweit jedem dritten Internetnutzer der freie Netzzugang verwehrt bleibe, und bezeichnete zehn Staaten wegen ihrer rigiden Netzpolitik als „Feinde des Internet“. Eine aktualisierte Liste erschien ein Jahr später, am 12. März 2012.
- Äthiopien:

In Äthiopien sind laut Freedom House und der OpenNet Initiative landesweit Contentfilter implementiert, wobei die Regierung eine Zensur abstreitet.
- Afghanistan: In Afghanistan werden seit Juni 2010 Facebook, YouTube, Twitter, Gmail und Webseiten, die die Themen Alkohol, Dating/soziale Netzwerke, Glücksspiel und Pornografie beinhalten, gesperrt.[48]
- Australien: Die australische Regierung beabsichtigte seit 2008 mit dem Plan for Cyber-Safety den Zugang zu Websites, die auf einer von der Regierung vorgegebenen, nicht öffentlichen Sperrliste stehen, für alle Internetzugänge sperren zu lassen.[49][50] Eine Internetpetition gegen das Vorhaben „unerwünschte“ und „inadäquate“ Webseiten zu sperren wurde von über 120.000 Personen unterzeichnet.[51] Am 25. Mai 2009 wurde von der Telekommunikations-Regulierungsbehörde Australian Communications and Media Authority (ACMA) bei einer Anhörung vor dem Senat Estimates Committee im Australischen Parlament bekanntgegeben, dass die australische Sperrliste am 30. April 2009 977 Einträge enthielt. Laut Nerida O’Loughlin, General Manager der Industry Outputs Division bei der ACMA, standen 32 Prozent der blockierten URLs im Zusammenhang mit der Dokumentation von Kindesmisshandlungen oder sexuellem Kindesmissbrauch.[52] Die ACMA führt seit Mai 2009 nach Angaben von Kommunikationsminister Stephen Conroy Gespräche mit der Internet Watch Foundation in Großbritannien und korrespondierenden Stellen in den USA über einen Austausch der Sperrlisten und erwägt Optionen für mehr Transparenz und Verantwortlichkeit beim Führen der Negativliste.[53]

In einer gemeinsamen Erklärung kritisierten die australischen Kinderrechtsorganisationen Save the Children Australia und das National Children’s & Youth Law Centre im Juli 2009 diese Maßnahmen. Sie halten sie für eine Fehlinvestition und regten eine ihrer Ansicht nach effizientere Verwendung der dafür vorgesehenen Mittel im Bereich des Kinderschutzes an. Dies könnte zum Beispiel eine gemeinsame Medienerziehung von Eltern und Kindern sein.
- Myanmar (Burma): In den letzten Jahren wurde die Zensur des Internet in Myanmar stark reduziert. Durch günstige Angebote verschiedener Mobilfunkfirmen können sich immer mehr Bürger einen Zugang zum Internet leisten. Der Zugang zur sozialen Netzwerken, internationalen E-Mail-Providern und Nachrichtenseiten ist mittlerweile uneingeschränkt möglich.

Bis vor wenigen Jahren sah die Lage noch ganz anders aus: Da sich die meisten Bürger des Landes Computer aus finanziellen Gründen nicht leisten konnten, betreffen die Zensur-Maßnahmen der Militärregierung vor allem die Internetcafés. Der Zugang zu oppositionellen Webseiten wurde systematisch blockiert, die Technik dazu liefert, so Reporter ohne Grenzen und der OpenNet Initiative (2005) zufolge, das US-Unternehmen Fortinet. Web-gestützte E-Mail-Programme von Yahoo oder Hotmail können nicht genutzt werden. Die Computer der Internetcafés speichern alle fünf Minuten die aufgesuchten Seiten, um so einen Überblick über die Tätigkeiten der Kunden zu schaffen. Während der Demonstrationen 2007 wurden alle Internetverbindungen zeitweilig abgeschaltet, um zu unterbinden, dass Nachrichten, Bilder und Filme der Proteste ins Ausland gelangen.
- Volksrepublik China:

Das Land hat derzeit etwa 300 Millionen Internet-Nutzer. Die Regierung zensiert das Internet mit einem Mix aus Zensur-Technik (wie Filter), Ausspähung und Einschüchterung der Anwender und Forderungen an ausländische Internet-Unternehmen. „China ist weltweit das größte Gefängnis für Cyber-Dissidenten mit derzeit 62 Menschen in Haft für Online-Veröffentlichungen“ so der Bericht von Reporter ohne Grenzen. Die Volksrepublik China ist mit dem Projekt Goldener Schild ohnehin das bekannteste Beispiel für starke Zensur im Internet. So sind neben pornographischen Seiten die Auftritte religiöser und politischer Gruppierungen, die die chinesische Regierung als schädlich ansieht, sowie renommierte Nachrichtendienste gesperrt. Dies betrifft u. a. die BBC und seit dem 18. Oktober 2005 die Wikipedia (Aktualisierung: BBC und Wikipedia sind in China inzwischen wieder erreichbar. Sehr beliebte Seiten wie YouTube, Twitter und Facebook sind gesperrt). Wikipedia hatte sich geweigert, politische Einträge für eine chinesische Version zu blockieren. Einem Bericht der Netzeitung zufolge nahm die chinesische Regierung vermutlich Anstoß an dem Eintrag zu den Protesten am Platz des himmlischen Friedens 1989 (Tian’anmen-Massaker). Dort würden sowohl die 200–300 von der Regierung bekannt gegebenen toten Studenten erwähnt, als auch die von dem Roten Kreuz geschätzten 2000 bis 3000 Toten. Microsoft, Yahoo und Google zensierten dagegen die Inhalte gemäß den Wünschen der chinesischen Regierung, so die Netzeitung (Aktualisierung: Google bietet keine Suche mehr in China an. Die Seite www.google.cn verweist auf die Google-Suche in Hongkong.). So wurde am 23. Januar 2006 bekannt, dass nach vielen anderen Suchmaschinen auch Google-China die Suche manipuliert. In Absprache mit den chinesischen Behörden werden für die chinesische Öffentlichkeit brisante Seiten zu Themen wie Tibet oder Taiwan nicht angezeigt.

- Kasachstan: Meinungsbeiträge in Blogs und Chats werden aus Angst vor Kritik von Regierungsgegnern und um zu verhindern, dass sich Andersdenkende über das Internet zu Protestaktionen verabreden, unter eine besondere staatliche Kontrolle gestellt.[58][59] Die Seiten großer Blogbetreiber wie Wordpress oder Livejournal sind gesperrt, zudem werden auch zumindest zeitweise Sperrungen von Facebook berichtet.[60]
- Kuba: Eine grundsätzliche Internetzugangsmöglichkeit ist für die heimische Bevölkerung nur mit Einschränkungen möglich. Mittlerweile können auch Kubaner Touristenhotels regulär nutzen, müssen hierfür aber in Devisen bezahlen. Diese Touristenhotels verfügen überwiegend über einen langsamen Internetzugang, welcher gegen Bezahlung eines Tickets in Devisen ohne jede weitere Kontrolle zugänglich ist. Die dabei aktiven Sperren betreffen systemkritische Internetseiten primär aus den USA (z. B. von Exilkubanern). Darüber hinaus braucht man eine Spezialgenehmigung für einen privaten Internetzugang, welcher nur sehr restriktiv erteilt wird. Verbreitet sind allerdings private Internetzugänge über das drahtgebundene Telefonnetz ohne Genehmigung, welche aber mit hohen Telefonkosten verbunden sind,[61] eine massive Erhöhung der Datenübertragungsraten und Reduzierung der Preise steht aber aktuell unmittelbar durch ein Internet-Seekabel aus Venezuela bevor.[62] Die weitere Entwicklung von Zugangssperren für weitergehende Bereiche bleibt abzuwarten.
- Iran:

Basierend auf europäischer Standard-Überwachungstechnik („Lawful Interception“), wird von den Internetdiensteanbietern eines der weltweit umfangreichsten technischen Filter- und Überwachungssysteme betrieben. Das Informationsministerium erklärt, dass es derzeit hunderttausende von Webseiten blockiere. Dies betrifft Sexseiten oder Nachrichtenseiten. Eine unbekannte Anzahl von Bloggern wurde von Herbst 2004 bis Sommer 2005 verhaftet. Einer von ihnen wurde wegen Beleidigung des Staatsoberhauptes des obersten islamischen Rechtsgelehrten Ajatollah Seyyed Alī Chāmene'ī im Juni 2005 zu zwei Jahren Haft verurteilt. Wie Spiegel online (23. Juli 2006) mitteilte, wird unter Präsident Mahmud Ahmadineschad das Internet verstärkt zensiert. Eine Zentralstelle für Filtering, die im Sommer 2006 ihre Arbeit aufgenommen habe, bekämpfe wie gehabt Sexseiten und Seiten mit unerwünschten politischen Inhalten. Seiten mit bestimmten Schlüsselwörtern würden blockiert. Außerdem suchten die Mitarbeiter der Zentralstelle im Web gezielt nach Inhalten, die sie zensieren könnten. Im Zuge der Proteste im Jahre 2009 wurde die Internet-Zensur nochmals verschärft.
- Malediven: Als „Albtraum für Cyber-Dissidenten“ bezeichnet Reporter ohne Grenzen die Situation. Das Regime unter dem Präsidenten Maumoon Abdul Gayoom unterdrücke Meinungsfreiheit hart. Das britische IT-Unternehmen Cable & Wireless kontrolliert den Internetzugang auf den Malediven.
- Nepal: Als König Gyanendra Bir Bikram Shah Dev im Februar 2005 an die Macht kam, ließ er als erstes alle Internet-Verbindungen kappen. Mittlerweile ist das Regime von der Abschaltung zur Kontrolle übergegangen, die meisten Oppositions-Webseiten werden blockiert.
- Neuseeland: Seit 2007 werden ohne öffentliche Bekanntgabe von dem Innenministerium mit den nationalen Telekommunikationsanbietern TelstraClear, Watchdog, Maxnet und Ihug nach dem Films, Videos, and Publications Classification Act 1993 Tests für das Einrichten netzseitiger Filter gegen kinderpornographische Webseiten durchführt.[65] Anfang 2009 lehnte Kommunikationsminister Steven Joyce es ab, Filter zu installieren, und empfahl, dass Eltern sich fortbilden sollten, um den Online-Zugang ihrer Kinder selbst kontrollieren zu können. Seit Februar 2010 sperren nicht näher benannte Internetprovider ohne gesetzliche Regelung problematische Inhalte freiwillig.[66]
- Nordkorea: Nur ein paar tausend Privilegierte haben Zugang zu einer stark zensierten Version des Internets. In dieser finden sie allerdings etwa 30 Webseiten.
- Saudi-Arabien: Nach Angaben der staatlichen Behörde, die für das Internet zuständig ist, werden derzeit 400.000 Webseiten blockiert, weil sie islamische Prinzipien verletzen. Meistens handelt sich es um Seiten mit den Inhalten Sex, Politik oder Religion. Zugelassen werden islamische Seiten, welche mit der religiösen Auffassung der Regierung vereinbar sind. Besonders betroffen sind auch Blogger-Webseiten.
- Südkorea: Einige Websites werden blockiert, vor allen Dingen pornografische Seiten, Inhalte nordkoreanischer Herkunft (z. B. Uriminzokkiri), und Onlinedienste, die nach Ansicht der Behörden die „öffentliche Ordnung“ stören.
- Syrien: Der Internetzugang ist auf eine privilegierte Minderheit beschränkt. Missliebige Webseiten werden herausgefiltert. Ein kurdischer Journalistikstudent sitzt in Haft, weil er Fotos von einer Demonstration in Damaskus auf eine im Ausland beheimatete Webseite gestellt hatte. Ein anderer saß von 2003 bis 2005 im Gefängnis, weil er eine E-Mail an eine ausländische Zeitung geschickt hatte. Beide wurden nach Angaben von Reporter ohne Grenzen gefoltert. Im Dezember 2007 wurde die syrische Internetzensur verschärft. Populäre Portale wie YouTube, blogspot und Facebook stehen ebenso auf dem Index wie die Homepages kritischer Zeitungen und mancher Parteien. Internetcafés sind angehalten, ihre Kunden auszuspionieren, und Meinungsäußerungen dürfen seit dem Sommer nur mit vollständigem Namen und der E-Mail-Adresse des Verfassers veröffentlicht werden.[67]
- Thailand: Die Filterung des Internets ist offiziell Teil des Kampfes gegen die Verbreitung von Pornographie. Doch es gibt auch Fälle von Zensur: Im Juni 2005 wurden die Webseiten von zwei regierungskritischen Radiostationen geschlossen, nachdem die Regierung diesbezüglich Druck auf die Internetdienstanbieter ausgeübt hatte.
- Tunesien:

Vor der Revolution 2010/2011 gehörte die Internetzensur in Tunesien zu den schärfsten weltweit. Der zentralistische Aufbau des Telekommunikationsnetzes half der Regierung und der Internetbehörde ATI, das Internet nahezu vollständig zu kontrollieren und unerwünschte Seiten zu sperren. Neben politisch kritischen Seiten und weltweiten Nachrichtenportalen waren auch Portale wie YouTube und Flickr nicht zugänglich. Im August 2008 sowie während der Revolution kam es auch zu Versuchen, Facebook zu sperren bzw. einzuschränken. Zensierte Seiten erschienen als Toter Link, ein Hinweis auf die Sperrung fand nicht statt. Wegen des Umgehens der Internetsperren und der Veröffentlichung kritischer Inhalte im Internet wurden mehrere Menschen inhaftiert.
Inzwischen sind die Sperren überwiegend aufgehoben, pornographische Seiten werden jedoch weiterhin gesperrt.
- Türkei: Seit 2007 können lokale Strafgerichte des Landes Websites wegen pädophiler oder pornografischer Inhalte, Verherrlichung von Drogen, aber auch Beleidigungen des Staatsgründers Atatürk landesweit blockieren. Mehrfach wurde wochenlang so die Videowebsite YouTube gesperrt, aber auch Indymedia, Google Groups und der Blog-Anbieter Wordpress waren von der Zensur betroffen.[68] Im Februar 2014 wurde die Zensur in der Türkei gesetzlich verschärft. Zukünftig können Behörden Webseiten ohne Gerichtsbeschluss sperren. So war z. B. im März 2014 der Internetdienst Twitter betroffen.[69] Außerdem sollen die Behörden das Recht bekommen, das Surfverhalten von Internetnutzern aufzuzeichnen und zwei Jahre lang zu speichern, ohne die Betroffenen darüber zu informieren.[70] Die Verabschiedung des neuen Gesetzes hatte gewaltsame Proteste in der Türkei ausgelöst.[71] Am 29. April 2017 wurde in der Türkei der Zugang zu allen Wikipedia-Sprachversionen auf Grund eines vorläufigen Gerichtsbeschlusses geblockt. Begründet wurde dies seitens der Regierung damit, dass auf dieser Plattform Texte veröffentlicht würden, die die Türkei mit Terroristen gleichstelle und Terror propagiere.[72][73]
- Turkmenistan: Private Internetanschlüsse sind nur sehr schwer zu beantragen. Da es auch nur wenige Internetcafés gibt und nur bestimmte Unternehmen und internationale Organisationen einen Internetzugang haben, sind die meisten Turkmenen faktisch aus dem Internet ausgeschlossen. Seit 2009 wird in Turkmenistan „mobiles Internet“ via USB-Modem angeboten.[Stand Juni 2010]
- Usbekistan: Die Situation ist ähnlich wie in China: Mit der schnellen Verbreitung von Internetanschlüssen wuchs auch die Zensur. Oft fordert die usbekische Staatssicherheit Provider auf, den Zugang zu oppositionellen Webseiten zu blockieren. Einige Internetcafés weisen darauf hin, dass das Besuchen von Pornoseiten mit umgerechnet vier Euro Geldstrafe, das von missliebigen politischen Seiten mit acht Euro Geldstrafe geahndet wird.
- Vereinigte Arabische Emirate: Die Internetanschlüsse in den Emiraten werden durch ecompany, eine Tochtergesellschaft der staatlichen Etisalat, kontrolliert. Webseiten, die Pornographie, „jüdische Propaganda“, Schriften und Medien, die unvereinbar mit den religiösen, kulturellen, politischen und moralischen Werten der VAE sind, werden gesperrt. Ebenfalls betroffen sind Anleitungen zur Computersabotage, Umgehung der ecompany-Zensur, Internettelefonie (andere Anbieter als ecompany) und Inhalte, die anscheinend Drogen anpreisen. Weiterhin werden Webseiten unzugänglich gemacht, die nach Meinung der Regierung unerwünschte Informationen enthalten. Im November 2012 erließ der Staatspräsident, Chalifa bin Zayid Al Nahyan, ein Dekret, das verschiedene Betätigungen im Internet, darunter die Verspottung staatlicher Institutionen oder des Islam, mit Haftstrafen bedroht. Das Dekret erfasst des Weiteren den Aufruf zu nicht genehmigten Demonstrationen oder Protestkundgebungen. Es sieht als Sanktionsmöglichkeit neben der Haft die Beschlagnahme informationstechnischer Geräte und ein Verbot der Internetnutzung vor.[74]
- Vereinigte Staaten: Verschiedene Medien berichteten über Bemühungen der US-Regierung, den Zugang zu WikiLeaks-Informationen zu beschränken, öffentliche Angestellte und Studenten, die eine Anstellung im öffentlichen Dienst anstrebten wurden angewiesen, diese nicht abzurufen oder darauf zu verlinken.[75] Die Warnung an Studenten wurde später zurückgenommen und erklärt, sie sei von einem übereifrigen Angestellten ausgegangen.[76] Der englische Guardian berichtete,[77] der Zugang zu WikiLeaks sei für Angestellte des Bundes gesperrt, ebenso in der Bibliothek des Kongresses, im Handelsministerium und anderen Regierungsinstitutionen. Angestellte des Heimatschutzministeriums klagten, ihre Arbeit werde dadurch beeinträchtigt und mehr Schaden werde angerichtet, dadurch, dass sie nicht sehen könnten, welche Informationen der Rest der Welt jetzt sehe. Ein Angestellter erklärte, auch Privatrechner seien betroffen.[78]

Die New York Times berichtete dass die United States Air Force ihren Angestellten den Zugang zu Netzseiten von Medien sperrt, die ausführlich über WikiLeaks berichteten, etwa die New York Times selbst, der Guardian, Le Monde, El País und Der Spiegel.
Die Bank of America stoppte Banküberweisungen an WikiLeaks und sperrte ihren Angestellten ebenfalls den Zugang zu den Netzseiten.
Der Monterey Herald deckte im Juni 2013 auf, dass die United States Army ihren Mitarbeitern den Zugang zu Seiten des britischen Guardian sperrt, nachdem dort Enthüllungen des Whistleblowers Edward Snowden über die globale Überwachung durch die NSA im Rahmen des PRISM-Programms erschienen waren.
- Vereinigtes Königreich: 2013 führte die Regierung von David Cameron Filter ein gegen Seiten mit Bezug zu Pornografie, Gewalt, Extremismus, Anorexie und Essstörungen, Selbstmord, Alkohol, Rauchen, „Webforen“ und Esoterik, Umgehung von Internetsperren, Verhütung, Abtreibung, Geschlechtskrankheiten, Sexualkunde und „Respekt für den Partner“. Homosexuelle Lebensstile wurden nach Protesten aus der Liste gestrichen. Die Filter lassen sich ausstellen.[83]
- Vietnam: Eine eigene Internetpolizei filtert politisch missliebigen Inhalt aus dem Netz und kontrolliert die Internetcafés. Drei Cyber-Dissidenten wurden für mehr als drei Jahre ins Gefängnis geworfen, weil sie sich online für mehr Demokratie ausgesprochen hatten.
- Belarus: Die Regierung nutzt das Staatsmonopol im Kommunikationswesen dazu, dem Zugang zu oppositionellen Webseiten nach Belieben zu blockieren, davon wird vor allen Dingen zu Wahlzeiten Gebrauch gemacht. Zum 6. Januar 2012 trat ein Gesetz („317-3“) in Kraft, das ein Dekret Aljaksandr Lukaschenkas aus dem Jahr 2010 umsetzte und als Reaktion auf durch das Internet organisierte regierungskritische Proteste 2011 gewertet wird. Seitdem dürfen ausländische Internetdienste nicht mehr für E-Mails, Finanztransaktionen, den Vertrieb von Waren und Dienstleistungen genutzt werden. Provider müssen inhaltliche Zensur umsetzen, und Benutzer von gemeinschaftlich genutzten Rechnern, etwa in Internetcafés, müssen sich ausweisen; ihre Aktivitäten werden aufgezeichnet.[84][85]

## Weitere Praktiken und Vorhaben
Neben der offenen Zensur gibt es im Zusammenhang mit der Meinungsfreiheit im Web weltweit verschiedene Praktiken und Vorhaben.
- Europäische Union: Die EU-Richtlinie 2000/31/EG[86] vom 8. Juni 2000 zum E-Commerce macht die Provider verantwortlich für den Inhalt der Webseiten, die sie hosten, und verlangt von ihnen, diese zu blockieren, wenn sie Kenntnis von deren Existenz erhalten und sie diese als illegal einstufen. Nach Ansicht der Organisation Reporter ohne Grenzen schafft dies eine Art privates Rechtssystem, in dem die Provider und ihre Techniker das Richteramt ausübten.[87]
- Das Europäische Parlament und der Rat der Europäischen Union haben 2003 einer Weiterführung eines Aktionsplans zur sicheren Nutzung des Internets zugestimmt. Es soll stärker gegen illegale und schädliche Inhalte vorgegangen werden.[88]
- Das US-amerikanische Project for the New American Century, dessen Mitglieder sich in der Regierung Bush (seit 2001) wiederfanden, veröffentlichte im September ein Dokument, in welchem dem Internet eine große Bedeutung in der modernen Kriegsführung und Informationspolitik und -beschaffung zukommt (“the creation of ‘US Space Forces’, to dominate space, and the total control of cyberspace to prevent ‘enemies’ using the internet against the US”).
- Auf dem Ministertreffen der G8-Innen- und Justizminister Ende Mai 2009 einigten sich die Länder auf eine G8-weite internationale Negativliste zum Sperren von Websites, welche Dokumentationen des sexuellen Missbrauchs von Kindern beinhalten.[89][90]
- Auf der 38. Europäischen Regionalkonferenz der IKPO-Interpol Ende Mai 2009 wurde, um auf internationaler Ebene ein deutliches Zeichen im Kampf gegen Kinderpornografie im Internet zu setzen und um dem Umstand Rechnung zu tragen, dass das Internet weltweit eine zunehmend zentrale Rolle bei der Verbreitung von Kinderpornografie einnimmt, die Erstellung einer globalen „Sperrliste“ von Internet-Adressen basierend auf Zulieferungen aller Interpol-Mitgliedsstaaten empfohlen.[91] Im Rahmen der 78. Generalversammlung im Oktober 2009 in Singapur wurden diese Empfehlungen bekräftigt.[92]
- In Israel hat im Juli 2009 der Rechtsausschuss der Knesset einen Gesetzesvorschlag zur Kontrolle des Internets abgelehnt. Mit einer Mehrheit von sieben zu einer Stimme lehnten die Minister den Gesetzesvorschlag ab. Verschiedene Rechtsexperten hatten gegen den Vorschlag protestiert, da nach ihrer Meinung ein solches Gesetz das Recht der israelischen Bürger auf freie Information sowie die Privatsphäre eingeschränkt hätte.[93]
- 2012 kam es im Zusammenhang mit dem Youtube-Video Innocence of Muslims vor allem im arabischen Raum zu weiträumigen Sperrmaßnahmen.

## Zensur und nichtstaatliche Gruppen und Unternehmen
Große Internetanbieter leisten nach Angaben von Menschenrechtsorganisationen Beihilfe zur Zensur in Ländern mit eingeschränkter Meinungsfreiheit. In Myanmar liefert nach Angaben von Reporter ohne Grenzen das US-Unternehmen Fortinet die Technologie zur Blockierung von oppositionellen Webseiten. Führende US-Internetunternehmen wie Yahoo, Cisco Systems, Microsoft und Google werden von den Organisationen Reporter ohne Grenzen und Amnesty International der Zusammenarbeit mit chinesischen Zensurbehörden beschuldigt. Derartige Beschuldigungen bestehen im Zusammenhang mit Google.de in Deutschland nicht, jedoch wird der Benutzer von Google.de darauf hingewiesen, falls ein Suchergebnis aus „Rechtsgründen“ nicht angezeigt wird.
Auch nichtstaatliche Gruppen versuchen, mit juristischen Mitteln kritische Informationen zu unterbinden wie zum Beispiel Scientology (siehe Scientology gegen das Internet).
Suchmaschinen wie Google entfernen Webseiten aus den Suchergebnissen, die nicht im Einklang mit den Allgemeinen Geschäftsbedingungen der Suchmaschine sind. Webseiten, die mit einer „Google-Strafe“ belegt wurden, können von den meisten Nutzern angesichts Googles Marktmacht von über 90 % in Deutschland praktisch nicht gefunden werden. Gegner dieser Vorgehensweise fordern Suchneutralität. Beides ist jedoch keine Zensur im juristischen Sinne.
Am 17. April 2009 schlossen fünf deutsche Internetprovider (Deutsche Telekom, Vodafone Kabel Deutschland, O2, Arcor und Alice) freiwillige Verträge zum Sperren von Webseiten in Deutschland mit der Bundesregierung ab, wonach diese sich verpflichten, Seiten mit Dokumentationen missbrauchter Kinder zu blockieren. Die Verträge sehen vor, dass das Bundeskriminalamt (BKA) täglich aktualisierte, geheime und verschlüsselte Sperrlisten von Webseiten mit problematischen Inhalten an die Provider übermittelt.

## Effektivität
Die Effektivität der Zensur hängt vom betriebenen Aufwand ab. Eine DNS-Sperre ist von den Internet-Anbietern verhältnismäßig einfach umzusetzen und kann ebenso einfach von deren Kunden umgangen werden. Hingegen ist die Internetzensur in der Volksrepublik China, bekannt als Great Firewall of China, ein ausgefeiltes System, das sogar VPN-Server anhand der spezifischen Kommunikation in Echtzeit erkennt und dann blockiert.
Open Observatory of Network Interference (OONI) ist eine Non Profit-Organisation, die die Internetzensur weltweit dokumentiert. Sie wurde bis 2018 mit insgesamt 1.286.070 $ durch den Open Technology Fund gefördert. Mit der App „OONI Probe“ aus dem Google Play Store kann die Internet-Zensur in jenem Land ermittelt werden, in dem man sich gerade aufhält. Die App führt verschiedene Tests durch, z. B. welche Websites aufgerufen werden können und übermittelt die Ergebnisse an OONI. Die gesammelten Ergebnisse werden auf deren Website für jedes Land im Detail dargestellt, z. B. welcher Internet-Provider welche Websites blockiert oder ob er Umgehungen wie Psiphon oder Tor zu erkennen versucht.
Auch Reporter ohne Grenzen veröffentlicht Berichte zur Presse- und Informationsfreiheit über eine einzelne Länder und eine Weltkarte „Feinde des Internets“.
Ferner zeigt Freedom House, eine Nichtregierungsorganisation in den USA, eine Weltkarte des „Internet Freedom Status“ auf ihrer Website.
Oft werden die blockierten Inhalte im Zuge des Bekanntwerdens der Zensur von Zensurkritikern auf einer Vielzahl von Webseiten außerhalb des Zugriffsbereichs des Zensors gespiegelt und so der Zugang weiterhin ermöglicht. Durch die Zensur und die damit verbundene Medienberichterstattung gewinnt zudem ein größerer Personenkreis überhaupt erst von den zensierten Inhalten Kenntnis (Streisand-Effekt).
Werden die Zugangssperren zu einzelnen Webpräsenzen durch Blockieren von IP-Adressbereichen umgesetzt, kann auch der Zugriff auf legale Angebote und Inhalte, Websites und E-Mail-Adressen unterbrochen sein (Overblocking). Die Beschränkung einer Zugangssperre ausschließlich auf die vom Zensor beanstandeten Inhalte ist technisch aufwändig, kostenintensiv und mit Leistungseinbußen verbunden.
Letztlich ist es ein Katz-und-Maus-Spiel zwischen Blockierern und Blockadebrechern. In Ländern, in denen technische Gegenmaßnahmen wie VPNs verboten sind, kann deren Einsatz auch juristische Konsequenzen nach sich ziehen.

## Technische Gegenmaßnahmen
Um eine Sperrung zu umgehen, ist ein Grundverständnis der Funktionsweise des Internets erforderlich.
Wird eine URL einer Domain wie https://www.dw.com/ in die Adressleiste des Webbrowsers eingegeben, fragt er einen DNS-Server nach der IP-Adresse. Der DNS-Server liefert beispielsweise die IP-Adresse 194.55.30.46 zurück, so dass auch http://194.55.30.46 in die Adressleiste des Webbrowsers hätte eingegeben werden können. Daraufhin holt der Webbrowser die Inhalte von dem Server, auf dem die Website liegt. Die IP-Adresse einer Domain kann durch Traceroute oder Whois-Dienste ermittelt werden.
Je nachdem wie die Blockierung realisiert wurde, gibt es verschiedene Ansätze, sie zu umgehen.

### DNS-Sperre
Verbindet sich ein Router oder ein Smartphone mit dem Internet, teilt der Internet-Provider dem Router bzw. dem Smartphone seinen DNS-Server mit. Beim Aufruf einer unerwünschten Website lässt der Internet-Provider seinen DNS-Server statt einer IP-Adresse nur eine Fehlermeldung liefern. Trägt man in seinen Router oder sein Smartphone händisch einen anderen DNS-Server ein, der diese Website nicht blockiert, erhält man wie üblich den Inhalt der so blockierten Website.
Beispiel: Websites, die in Deutschland blockiert werden, nicht aber in den USA, sind zugänglich, indem beispielsweise der DNS-Server von Google dns.google benutzt wird. Man kann ihn im Smartphone, im Windows-PC, im Browser oder im Router eintragen.

### Blockieren von IP-Adressen
Der Internet-Provider kann auch direkt die IP-Adresse einer unerwünschten Website blockieren. Übermittelt ein Webbrowser eine solche IP-Adresse, liefert der Internet-Provider eine Fehlermeldung, statt den Inhalt vom Server zu holen, wo die Website gehostet wird. Manche Länder blockieren die Websites deutscher Medien anhand ihrer IP-Adresse.
Auch der Server der Website kann sich weigern, den Inhalt auszuliefern. Beispielsweise darf das Fernsehprogramm wegen Urheberrechten nur in Deutschland gezeigt werden. Erkennt der Server durch Geo-Location eine abfragende IP-Adresse aus dem Ausland, weigert er sich das Fernsehprogramm zu streamen (Geoblocking).
In solchen Fällen braucht man einen Internet-Zugangspunkt in einem Land, in dem diese IP-Adresse nicht blockiert wird.
Hierfür kommen beispielsweise in Frage:
- VPN-Verbindung zum heimischen Router[113]
- eigener VPN-Server auf Raspberry Pi im Heimnetz[114][115]
- kommerzielle Anbieter eines VPN-Service[116]. Allerdings muss man ihm vertrauen können[117].
- Proxy-Server[118]

### Hochentwickelte Methoden der Blockierung
Durch Deep Packet Inspection kann ein Kommunikationsstrom nach Schlüsselwörtern durchsucht und ggf. das weitere Laden unterbunden werden. So entsteht der Eindruck, dass das Internet bis auf wenige Webseiten ganz normal funktioniert. Mithilfe von Deep Packet Inspection wird auch nach charakteristischen Merkmalen einer VPN-Verbindung im Kommunikationsstrom gesucht und dann die Verbindung blockiert. IP-Adressen bekannter Anbieter eines VPN-Service werden ohnehin blockiert.
Solche Fälle erfordern ausgefeiltere Gegenmaßnahmen:
- Psiphon[119][120] Ein Projekt der Universität Toronto namens Psiphon ermöglicht seit Dezember 2006 die Umgehung der Internetzensur durch sogenannte soziale Netzwerke.
- kommerzielle Anbieter eines VPN-Service, der auch in Ländern mit Zensur wie China funktioniert[121]
- internationales Daten-Roaming per Mobilfunk[122]
- Spezielle Konfiguration von OpenVPN zur Verschleierung[123]
- Freenet

Einige Dienste wie das Tor-Netzwerk, I2P und Anonymizer, die zum Schutz der Anonymität im Internet entwickelt wurden, können darüber hinaus wie Proxy-Server zur Überwindung von Zugriffssperren verwendet werden.

## Sonstiges
Der Global Online Freedom Act sollte US-amerikanische Softwareunternehmen wie Google oder Microsoft davon abhalten, an einer Zensur als Mittel repressiver Politik in bestimmten Ländern mitzuwirken.
Der Wunsch nach Zensur kann durch entsprechende Berichterstattung über als unmoralisch empfundene Webinhalte auch in der breiten Bevölkerung geweckt werden. Ein Beispiel ist der Fall Chester’s guide to: Picking up little girls, bei dem eine englische Zeitung eine Moralkampagne mit falschen Informationen initiierte, der Leser und Politik unkritisch folgten.
Verschiedene Anbieter von Diensten zur Umgehung der Zensur im Internet speichern und verkaufen Daten, die zur Identifikation der Nutzer geeignet sind.